# Superkiseline
Superkiseline predstavljaju kiseline čija je kiselost veća nego kiselost 100% čiste sumporne kiseline, koja ima Hametovu funkciju kiselosti  u iznosu -12. Komercijalno dostupne superkiseline uključuju trifluorometansulfonsku kiselinu  koja je takođe poznata pod imenom triflična kiselina, i fluorosulfonska kiselina , pri čemu su obe oko hiljadu puta jače od sumporne kiseline. Najjače superkiseline se pripremaju kombinacijom dvije komponente, jakom Luisovom kiselinom i jakom Bronstedovom kiselinom. Najjača poznata superkiselina je fluoroantimonska kiselina.

## Istorijat
Izraz superkiselina je prvi upotrijebio Džejms Brajant Konant 1927. da bi opisao kiseline koje su bile jače od uobičajenih neorganskih kiselina. George A. Olah je pripremio takozvanu magičnu kiselinu koja je dobila to ime zbog svoje sposobnosti da napada ugljovodonike, miješanjem antimon petafluorida  i fluorosulfonske kiseline. Ime je dobijeno nakon što je svijeća bila stavljena u uzorku magične kiseline. Svijeća se rastvorila što je pokazalo sposobnost kiseline da protonizuje ugljovodonike, koji se ne protonizuju pod dejstvom uobičajenih kiselina.
Bilo je pokazano da na 140 °  će pretvoriti metan u tercijalni butil karbokatjon a ta reakcija počinje protonizovanjem metana:
-{CH4 + H+ → CH5+

}-

## Najjače kiseline
Najjači sistem superkiseline je fluoroantimonska kiselina, koja se dobije kombinacijom fluorovodonične kiseline i . U ovom sistemu HF otpušta svoj proton  tako što se  jon vezuje za antimon pentafluorid. Rezultujući anjon  je ujedno slabi nukleofil i slaba baza. Nakon toga proton ostaje sam, što dovodi do velike kiselosti sistema. Fluoroantimonska kiselina je 2×1019 jača of 100% sumporne kiseline.

## Primjena
Najčešća primjena superkiselina je obezbjeđivanje okruženja da bi se dobili i održavali organski katjoni koji su korisni kao intermedijeri u raznim organskim reakcijama, kao što su dobijanje plastike ili benzina sa visokim oktanskim brojem.